# Helmsgrün (Pöhl)
Helmsgrün ist ein Ortsteil der Gemeinde Pöhl im sächsischen Vogtlandkreis. Die selbstständige Gemeinde Helmsgrün mit ihrem Ortsteil Rodlera wurde am 1. Januar 1994 mit den Gemeinden Jocketa, Ruppertsgrün, Möschwitz und Herlasgrün zur neuen Gemeinde Pöhl zusammengeschlossen.

## Geografie

### Lage
Helmsgrün befindet sich im Zentrum des Naturraumes Vogtland (Vogtländische Schweiz) im sächsischen Teil des historischen Vogtlands. Der Ort liegt am Bellwitzbach, der in den nordöstlichen Ausläufer der Talsperre Pöhl (Helmsgrüner Bucht) mündet. In dieser wird die Trieb aufgestaut. Nordwestlich des Orts befindet sich der Ortsteil Rodlera.

### Nachbarorte
| Rodlera                                    | Neudörfel                                   | Herlasgrün |
| Pöhl (alte Ortslage), heute Talsperre Pöhl | Kompassrose, die auf Nachbargemeinden zeigt | Thoßfell   |
|                                            | Gansgrün                                    |            |

## Geschichte

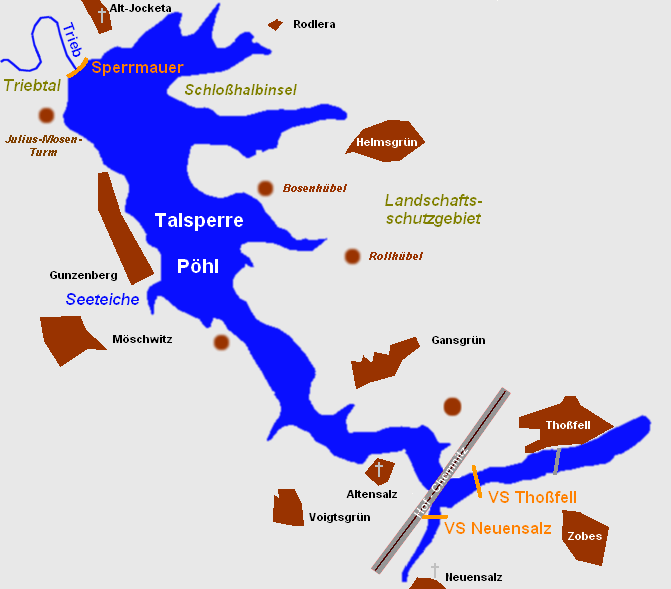
Lage von Helmsgrün an der Talsperre Pöhl

Das Waldhufendorf Helmsgrün wurde am 6. Juni 1418 erstmals urkundlich im Zusammenhang mit der Verpfändung der Herrschaft Plauen durch den Vogt Heinrich X. von Plauen an den Burggrafen Johann III. von Nürnberg erwähnt. Die Erstbesiedlung des Orts erfolgte mit hoher Wahrscheinlichkeit im 12. Jahrhundert durch fränkische Siedler. Nordwestlich von Helmsgrün existierte auf einem Geländesporn über dem Bellwitzbach eine mittelalterliche Wehranlage, von der heute lediglich die Flurnamen „Alter Hof“ und „Burgstatt“ zeugen. Im 15. Jahrhundert sind einige Siedler von Helmsgrün namentlich belegt. Die erste bekannte Gemeindeordnung von Helmsgrün stammt aus dem Jahr 1610. Die Grundherrschaft über Helmsgrün und die in der Helmsgrüner Flur liegende Siedlung Rodlera lag beim Rittergut Helmsgrün, das im Jahr 1680 mit den Rittergütern Ober- und Unterpöhl vereinigt wurde. Hans Christoph von Röder wurde im Jahr 1684 alleiniger Besitzer der Güter Helmsgrün und Pöhl. Der letzte Besitzer aus dieser Familie starb im Jahr 1808.
Aufgrund der Sächsischen Landgemeindeordnung von 1838 wurde im Jahr 1839 der erste Gemeindeausschuss von Helmsgrün gebildet. Helmsgrün und das in der Ortsflur liegende Rodlera lagen bis 1856 im kursächsischen bzw. königlich-sächsischen Amt Plauen. 1856 wurde der Ort dem Gerichtsamt Plauen und 1875 der Amtshauptmannschaft Plauen angegliedert. Im Jahr 1895 wurde die abgebrannte Schäferei, das einstige Vorwerk wieder aufgebaut.
Rittergutsbesitzer war Rudolph Woldemar von Bodenhausen (1826–1900) auf Pöhl.
Durch die zweite Kreisreform in der DDR kam die Gemeinde Helmsgrün mit Rodlera im Jahr 1952 zum Kreis Plauen-Land im Bezirk Chemnitz (1953 in Bezirk Karl-Marx-Stadt umbenannt), der ab 1990 als sächsischer „Landkreis Plauen“ fortgeführt wurde und 1996 im Vogtlandkreis aufging. Im Jahr 1956 wurde der Bürgermeister von Helmsgrün vom geplanten Bau der Talsperre Pöhl unterrichtet. Mit der Auflösung der benachbarten Gemeinde Pöhl im Zuge des Talsperrenbaus werden Teile der Pöhler Ortsflur nach Helmsgrün umgegliedert. Nach der Fertigstellung der Talsperre Pöhl im Jahr 1964 entstand in der Nähe des Orts die Helmsgrüner Bucht. In der Nähe von Rodlera entstand eine Bungalowsiedlung. Der FKK-Strand in Helmsgrün wurde im Jahr 1976 durch den Kreistag von Plauen legalisiert.
Die Gemeinde Helmsgrün mit ihrem Ortsteil Rodlera schloss sich im Zuge der Gemeindereform im Freistaat Sachsen am 1. Januar 1994 mit den Gemeinden Jocketa, Herlasgrün, Ruppertsgrün und Möschwitz zur neuen Gemeinde Pöhl zusammen. Im Jahr 1998 wurde die Außenstelle der Gemeindeverwaltung Pöhl in Helmsgrün geschlossen.

## Öffentlicher Nahverkehr
Helmsgrün ist mit der vertakteten RufBus-Linie 74 des Verkehrsverbunds Vogtland an Jocketa, Plauen und Thoßfell angebunden. In der Sommersaison verkehrt dieser Bus als feste Linie ohne Voranmeldung rund um die Talsperre Pöhl. In Jocketa besteht Anschluss zur Vogtlandbahn und in Thoßfell zur TaktBus-Linie 63.

## Sehenswürdigkeiten
- Talsperre Pöhl